# Тернові Поди
Тернові Поди — селище в Україні, у Шевченківській сільській громаді Миколаївського району Миколаївської області. Населення становить 165 осіб. Колишній орган місцевого самоврядування — Любомирівська сільська рада.

## Населення

### Мова
Розподіл населення за рідною мовою за даними перепису 2001 року:
| Мова       | Кількість | Відсоток |
| ---------- | --------- | -------- |
| українська | 161       | 97.58%   |
| вірменська | 4         | 2.42%    |
| Усього     | 165       | 100%     |